# Піраміда часу

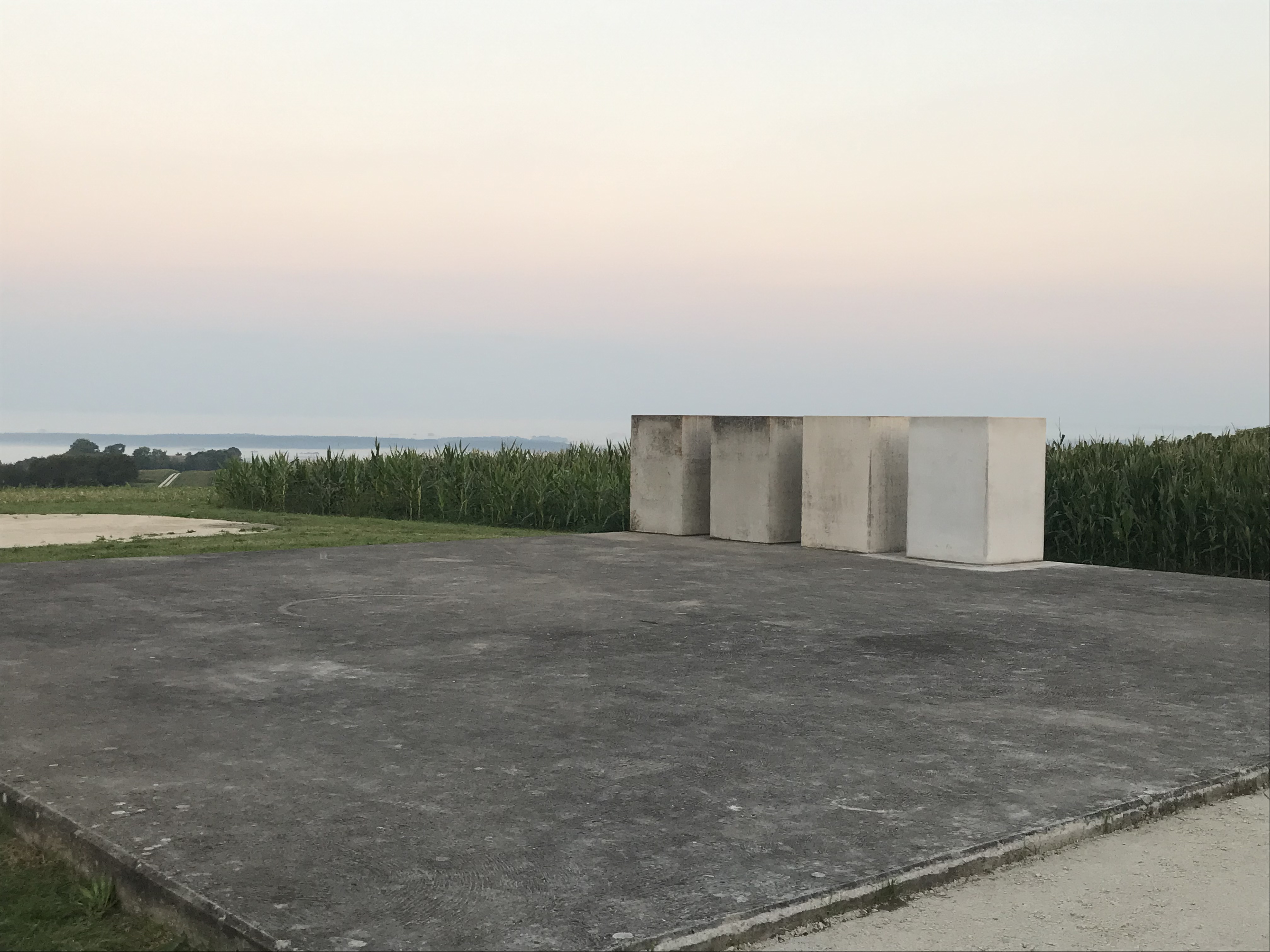
Піраміда часу, 2023

«Піраміда часу» (нім. Zeitpyramide) — проєкт східчастої піраміди, витвір паблік-арту Манфреда Лабера, що будується у Вемдінгу в Німеччині. Піраміду почали будувати у 1993 році — до 1200-річчя міста. У кінці 2023 року встановлено четвертий зі 120 бетонних блоків, які додаються кожні десять років. На будівництво знадобиться ще 1,160 років, завершення заплановано на 3183 рік.

## Концепція
Місто Вемдінг було засноване у 793 році та відзначило своє 1200-річчя в 1993 році. «Піраміда часу» була задумана місцевим митцем Манфредом Лейбером у червні 1993 року, щоб відзначити 1200-річний період і продемонструвати, що насправді означає проміжок у 1200 років.
Один блок планується розміщувати кожні десять років, на що піде 1190 років. Цей час включає перший блок, розміщений на початку проєкту, який вказує на очевидну помилку на одиницю. Матеріал, з якого виготовлені блоки, не є фіксованим і може бути змінений у наступних поколіннях залежно від наявності.

### Автор
Манфред Лабер народився у Вемдінгу в 1932 році та вивчав живопис у Вищій школі мистецтва в Берліні в 1950-х роках. У нього є інші твори мистецтва в постійній експозиції на острові Сан-Антоніо, а також в Альканарі, Іспанія, та Мормуароні, Франція. Альканар також є його місцем проживання за сумісництвом. Лабер помер 17 серпня 2018 року у віці 86 років.

## Будівництво

### Поточний прогрес

Триметрична проекція конструкції

Піраміда часу розташована на бетонному майданчику на заокругленій вершині пагорба, Robertshöhe, на північному краю Вемдінгу. Перший блок був закладений у жовтні 1993 року Третій блок вагою в 6,5 тонн був розміщений о 16:14 29 червня 2013 року. Четвертий блок встановлено 9 вересня 2023 року.
Початкове фінансування проєкту було здебільшого отримано шляхом пожертвувань місцевих компаній, які, наприклад, безкоштовно постачали матеріали для бетонної плити. Проєктом керує фонд із Вемдінгу.

### Бачення прогресу

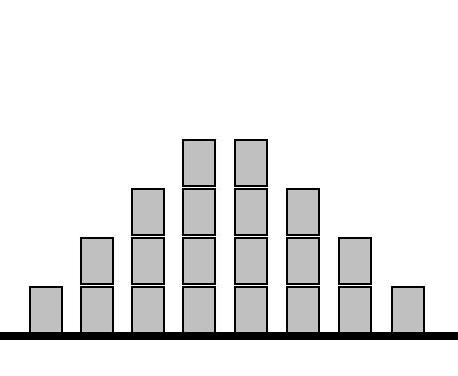
Профіль (вид збоку) готової конструкції

Модель остаточного твору мистецтва виставлена у Вемдінгу, у Haus des Gastes. Якщо проєкт піраміди часу розвиватиметься згідно з планом, він розділятиметься на чотири етапи на основі ярусних шарів.

#### Перший шар
Основний шар розміром 13,8 на 13,8 м, складатиметься з 64 блоків, розташованих у 8 рядків і 8 стовпців, і матиме дату завершення етапу 2623 рік.

#### Другий шар
Другий шар складатиметься з 36 блоків у форматі 6 на 6 із датою завершення етапу 2983 рік. Це перший шар, який вимагає розміщення блоку на іншому блоці, для чого знадобиться кран або будь-яка форма будівельних риштувань, наприклад земляний пандус, який використовується як нахил.

#### Третій шар
Третій шар складатиметься з 16 блоків, розташованих у форматі 4 на 4 з датою завершення етапу 3143 рік.

#### Четвертий шар
Останній, четвертий шар складатиметься з 4 блоків, розташованих у форматі 2 на 2, які завершуватимуть структуру. Будівництво завершеної піраміди займе майже на десятиліття менше, ніж вік Вемдінга на момент закладки першого блоку.

### Завершення
Планується, що піраміда, яка буде завершена в 3183 році і складатиметься зі 120 кам'яних або бетонних блоків, кожен розміром 1,2 м в довжину, 1,2 м в ширину та 1,8 м у висоту. Сусідні блоки розділені проміжками в пів блоку або 0,6 м.